# Belvoir Castle Railway
| Voll beladene Pferdebahn, mit Freilauf-Sperrklinke gegen unbeabsichtigtes Bergabrollen gesichert                                            |         |                                      |                                      |
| Streckenverlauf |         |                                      |                                      |
| Streckenlänge: | 2,5 km  |                                      |                                      |
| Spurweite: | 1334 mm |                                      |                                      |
| |         |                                      |                                      |
| \| \| 0 \| Muston Gorse Wharf am Grantham Canal \| Muston Gorse Wharf am Grantham Canal \| \| \| 2,5 \| Belvoir Castle \| Belvoir Castle \| |         |                                      |                                      |
| Betriebs-/Güterbahnhof Streckenanfang (Strecke außer Betrieb)                                                                               | 0       | Muston Gorse Wharf am Grantham Canal | Muston Gorse Wharf am Grantham Canal |
| Betriebs-/Güterbahnhof Streckenende (Strecke außer Betrieb)                                                                                 | 2,5     | Belvoir Castle                       | Belvoir Castle                       |

Die Belvoir Castle Railway oder Grantham Canal Railway war eine 2,5 Kilometer lange Pferdebahn mit einer Spurweite von 4 Fuß 4½ Zoll (1334 mm) in der Grafschaft Leicestershire in Mittel-England.

## Geschichte
1815 (oder nach anderen Quellen bereits 1793) baute der 5. Duke of Rutland die Belvoir Castle Tramway, um Kohle und andere Güter vom Muston Gorse Wharf am Grantham Canal bis zum Belvoir Castle zu transportieren.  Die Feldbahn wurde bis spätestens 1929 oder 1936 betrieben, als der Kanalbetrieb eingestellt wurde.

## Gleisbau
Die Linie wurde mit Fischbauchschienen verlegt, die vom Ingenieur William Jessop (1745–1814) entworfen und 1813 bis 1815 in seinen Butterley Ironworks in Derbyshire gegossen wurden. Jede Schiene rastete in den integrierten Fuß des nächsten ein, um eine feste Verbindung zu erreichen.
Einige Fischbauchschienen sowie einige Wagen sind noch im Schlosskeller. Andere Schienen sind im Londoner Science Museum  und dem National Railway Museum in York, wo auch das Fahrgestell eines Wagens steht.

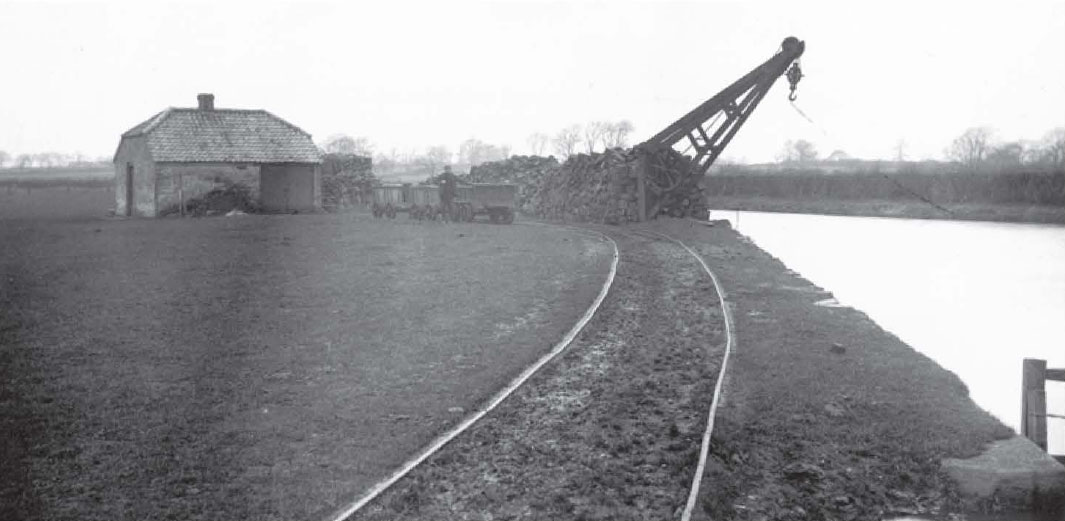
Kran am Kanal
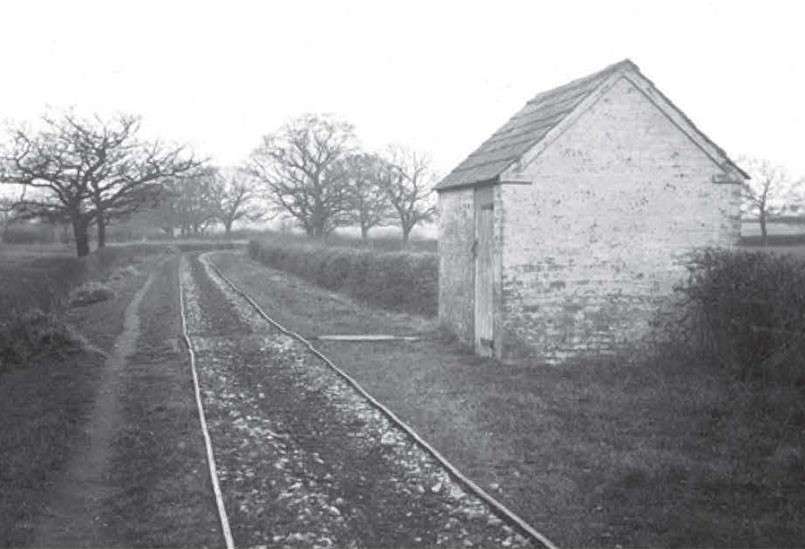
Gleiswaage

## Streckenverlauf
Die Bahnstrecke verlief in einem Bogen um die Westseite des Schlosses herum und führte dann in einen Tunnel darunter. Ein kurzer Streckenabschnitt ist heute noch im Schlossgelände erhalten und reicht bis in die Keller unter dem Schloss.

## Betrieb
Die Wagen wurden von Pferden den Hügel hinaufgezogen. Sie waren mit einem an einem Scharnier aufgehängten Balken gegen das Zurückrollen gesichert.  Die Trasse der Bahnstrecke kann immer noch verfolgt werden, und viele der Steinblockschwellen blieben erhalten.

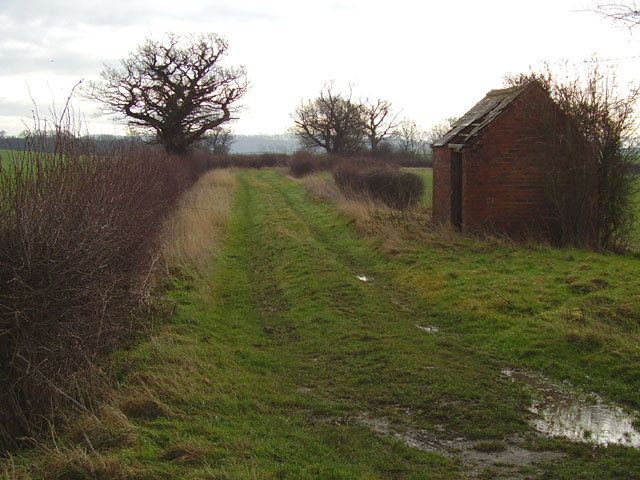
Feldbahntrasse
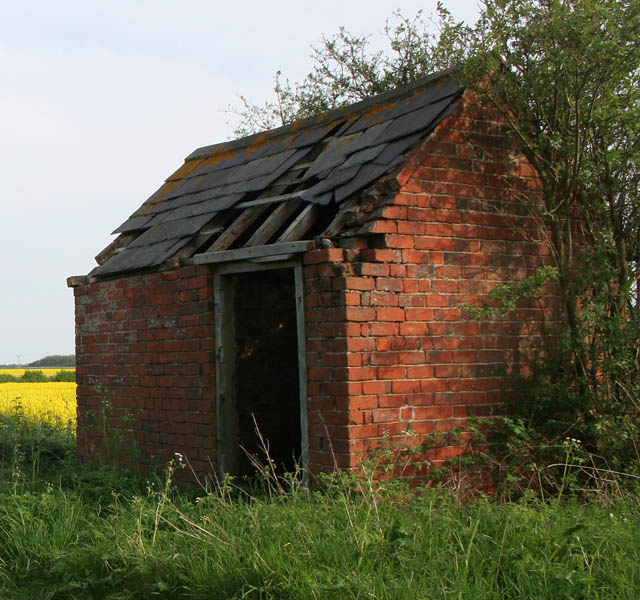
Ehemalige Gleiswaage